# Quintette Pierre Jamet
Le Quintette Pierre Jamet est un quintette instrumental français fondé par le harpiste Pierre Jamet sous le nom de Quintette instrumental de Paris en 1922, constitué d'une flûte, d'une harpe et d'un trio à cordes (violon, alto et violoncelle). Il est dissous en 1958.

## Historique
Le Quintette Pierre Jamet est un quintette fondé en 1922 par Pierre Jamet. Son effectif instrumental est constitué d'une flûte, d'une harpe et d'un trio à cordes (violon, alto et violoncelle). 
Jusqu'en 1940, le quintette porte le nom de Quintette instrumental de Paris. 
L'ensemble est dissous en 1958. 

## Membres
Les membres de l'ensemble étaient :
- violon : René Bas (1922-1958) ;
- alto : Pierre Grout (1922-1940), Georges Blanpain, Étienne Ginot, Pierre Ladhuie ;
- violoncelle : Roger Boulmé (1922-1940), Marcel Flécheville, Robert Krapansky ;
- flûte : René Le Roy (1922-1940), Gaston Crunelle (1945-1958) ;
- harpe : Pierre Jamet (1922-1958).

## Créations
Le Quintette Pierre Jamet est le créateur de plusieurs œuvres, de Jean Cras (Quintette, 1928), Jean Françaix (Quintette, 1935), Vincent d'Indy (Suite en parties, 1925), André Jolivet (Chant de Linos, 1945), Charles Koechlin (Quintette Primavera, 1945), Gian Francesco Malipiero (Sonata a cinque, 1934), Gabriel Pierné (Variations libres et Finale, 1926 ; Voyage au pays du Tendre, 1926), Guy Ropartz (Prélude, marine et chansons, 1928), Albert Roussel (Sérénade, 1925) et Florent Schmitt (Suite en rocaille, 1937) notamment. 